# Breaking Glass
"Breaking Glass" é uma canção do músico britânico David Bowie. A faixa foi composta por Bowie, pelo baixista George Murray e pelo baterista Dennis Davis em setembro de 1976. Originalmente uma faixa do álbum Low, de 1977, Bowie tocou regularmente, na sua turnê de 1978, uma versão retrabalhada da canção. Uma versão ao vivo dessa turnê foi usada como faixa principal de um EP de sete polegadas para promover o segundo álbum ao vivo de Bowie, Stage, de 1978. O EP chegou ao número 54 nas paradas britânicas em dezembro de 1978.
Nos Estados Unidos, a faixa "Star" foi escolhida como faixa principal do EP ao vivo (com "What in the World" e "Breaking Glass" como Lado B), mas não entrou para as paradas. No Japão, "Blackout" foi escolhida para promover Stage.
"Breaking Glass" foi tocada por Bowie nas turnês de 1978, 1983, 1995-1996, 2002 e 2003-2004.

## Letra
A canção original é pouco convencional, mesmo para os padrões de Low. Há uma letra fragmentada que, como muitas das faixas de Bowie durante sua vida em Berlim, trata introspectivamente do período obscuro e adicto que o cantor viveu durante 1975 e 1976 nos EUA. A letra, quando analisada, parece mais um parágrafo do que uma canção e, quando separada em versos, a canção dá impressão de desarticulamento. Curiosamente, a faixa também é curta, não chegando a dois minutos.
Os versos "Don't look at the carpet/ I drew something awful on it"("Não olhe para o carpete/Desenhei algo horrível lá") referem-se à prática de Bowie de, na época, desenhar a Árvore da Vida no chão, pois estava interessado em Aleister Crowley e na Cabala.

## Faixas
1. "Breaking Glass" (David Bowie, Dennis Davis, George Murray) – 3:28
2. "Art Decade" (Bowie) – 3:10
3. "Ziggy Stardust" (Bowie) – 3:32

## Créditos
- Produtores:
  - Tony Visconti
- Músicos:
  - David Bowie: vocais
  - Carlos Alomar: guitarra principal
  - Ricky Gardiner: guitarra rítmica
  - George Murray: baixo
  - Dennis Davis: bateria
  - Brian Eno: Minimoog

## Outros lançamentos
- A faixa foi lançada nas seguintes compilações:
  - Chameleon (Holland 1979) (versão de estúdio)
  - The Best of Bowie (1980) (versão ao vivo de 1978)
  - Sound + Vision 1989) (versão de estúdio)
  - The Best of David Bowie 1974/1979 (1998) (versão de estúdio)
  - The Platinum Collection (2005/2006) (versão de estúdio)
- A faixa foi lançada como picture disc na coleção de picture discs da RCA Life Time.